# Cameron Bancroft
Pour les articles homonymes, voir Bancroft.
Cameron Bancroft est un acteur canadien, né le 17 mai 1967 à Winnipeg en Manitoba.

## Biographie

### Jeunesse et formation
Cameron Bancroft naît à Winnipeg en Manitoba au Canada. Il grandit dans la côte ouest de Vancouver.
Il est un ancien élève du lycée Handsworth Secondary School au North Vancouver en Colombie britannique. À la fin des années 1980, il étudie au California Institute of the Arts à Valencia en Los Angeles, où il joue 
sur les scènes de théâtre telles que La Cerisaie (The Cherry Orchard), Le Songe d'une nuit d'été (Midsummer Night’s Dream) et Roméo et Juliette (Romeo and Juliet). En 1990, il obtient son diplôme.

### Carrière
Durant les vacances d’été, Cameron Bancroft retourne dans son pays où il décroche le rôle de Graham Blake dans la série télévisée The Beachcombers, entre 1987 et 1990.
En 1995, il est engagé à interpréter Joe Bradley, le petit-copain de Donna — jouée par Tori Spelling — dans Beverly Hills 90210. L’année suivante, il apparaît dans le téléfilm Un rêve trop loin (To Brave Alaska) de Bruce Pittman dans le rôle principal, aux côtés d’Alyssa Milano.
En 2000, il retrouve Alyssa Milano dans la série Charmed dans le rôle du méchant Crypto. Dans la même année, il fait l’extraterrestre nommé Ethaniel dans la série Code Eternity (Code Name: Eternity).
En 2002, il interprète un des personnages principaux dans le téléfilm Ce soir je veillerai sur toi (He Sees You When You're Sleeping) de David Winning, adapté du roman du même titre signé Mary Higgins Clark et Carol Higgins Clark.
En 2005, il reprend le rôle de Charles Ingalls, personnage phare originellement joué par Michael Landon, dans la mini-série La Petite Maison dans la prairie (Little House on the Prairie). Même année, il est engagé à jouer l’agent Lee Castle dans la quatrième saison 24 heures chrono (24).
En 2007, il devient le docteur Evan Gibbs dans le film Docteur au grand cœur (Simple Things) d’Andrew C. Erin, pour lequel il obtient le prix du meilleur acteur au festival du film independent de Californie dans la même année.
En 2013, il apparaît dans les épisodes de Retour à Cedar Cove (Cedar Cove), ainsi que dans le premier épisode La Boutique des secrets : Mystère à Glenwood (Garage Sale Mystery) de Peter DeLuise.
En 2014, il est le maire dans le téléfilm romantique Comme dans un roman (The Town That Came A-Courtin') de David Winning, aux côtés de Lauren Holly et Valerie Harper.

### Vie privée
Cameron Bancroft est un passionné avide de hockey sur glace, qu’il a joué depuis l’âge de cinq ans.

## Filmographie

### Cinéma

#### Longs métrages
- 1986 : La Tête dans les nuages (The Boy Who Could Fly) de Nick Castle : Joe[4]
- 1991 : Rock 'n' Roll High School Forever de Deborah Brock : Jack
- 1993 : De l'amour et des restes humains (Love & Human Remains) de Denys Arcand : Bernie
- 1993 : Anything for Love (en) de Michael Keusch : Kurtis « Kurt » Stark[4] (vidéo)
- 1995 : Dream Man de René Bonnière : Robert Reynolds (vidéo)
- 1997 : Sleeping Together de Hugh Bush : Bruce
- 1998 : I Love L.A. (L.A. Without a Map) de Mika Kaurismäki : Patterson
- 1999 : Mystery, Alaska de Jay Roach : « Tinker » Connolly
- 2001 : MVP 2: Most Vertical Primate de Robert Vince : Rob Poirier
- 2007 : Docteur au grand cœur (Simple Things) d’Andrew C. Erin : Dr Evan Gibbs
- 2018 : In God I Trust de Maja Zdanowski : James

#### Court métrage
- 2015 : Lou de Joshua Silickas : le père de Lou

### Télévision

#### Téléfilms
- 1990 : 83 Hours 'Til Dawn de Donald Wrye : David Burdock
- 1994 : Moment of Truth: Broken Pledges de Randy Zisk : Mark
- 1994 : Moment of Truth: To Walk Again de Jorge Montesi : Eddie
- 1994 : La Détresse invisible (For the Love of Nancy) de Paul Schneider : Patrick
- 1995 : Face au silence (A Family Divided) : Chad Billingsley
- 1995 : The Other Mother: A Moment of Truth Movie de Bethany Rooney : Jack
- 1995 : She Stood Alone: The Tailhook Scandal de Larry Shaw : Rocket
- 1995 : Zoya : Les Chemins du destin (Zoya) de Richard A. Colla : Nicholas
- 1996 : Un rêve trop loin (To Brave Alaska) de Bruce Pittman : Roger Lewis
- 1997 : Convictions de Joyce Chopra : Jeff Parker
- 2001 : D'une vie à l'autre (She's No Angel) de Rachel Feldman : Jed Benton
- 2002 : The New Beachcombers de Brad Turner : Scott Rivers
- 2002 : Ce soir je veillerai sur toi (He Sees You When You're Sleeping) de David Winning : Sterling Brooks
- 2003 : The Crooked E: The Unshredded Truth About Enron de Penelope Spheeris : Duffy
- 2003 : L'Amour en cadeau (Undercover Christmas) de Nadia Tass : Scott Shift
- 2004 : Qui veut m'épouser ? (I Want to Marry Ryan Banks) de Sheldon Larry : Larry
- 2004 : A Beachcombers Christmas d’Anne Wheeler : Scott Rivers
- 2007 : Intime Danger (Don't Cry Now) de Jason Priestley : Ross
- 2008 : La Vengeance faite femme (The Love of Her Life) de Robert Malenfant : Brian Hagan
- 2008 : Mariage par correspondance (Mail Order Bride) d’Anne Wheeler : Beau Canfield
- 2008 : Flirt à Hawaï (Flirting with Forty) de Mikael Salomon : Daniel Laurens
- 2008 : Left Coast de Michael McGowan : Bill
- 2009 : La Vallée des tempêtes (Tornado Valley) d’Andrew C. Erin : Matt McAdams
- 2009 : La Bague de Sophia (Ring of Deceit) de Jean-Claude Lord : Jack Singer
- 2011 : To the Mat de Robert Iscove : Kevin
- 2012 : Hannah's Law de Rachel Talalay : James Beaumont
- 2013 : Profil criminel (Profile for Murder) de Terry Ingram : Richard
- 2013 :  La boutique des secrets : Mystère à Glenwood (Garage Sale Mystery) de Peter DeLuise : Ben Douglas
- 2014 :  Comme dans un roman (The Town That Came A-Courtin') de David Winning :  Spencer Alexander, maire de la ville
- 2016 :  En route vers le mariage (The Wedding March) de Neill Fearnley : Josh Johnson
- 2017 :  Le Visage de l’innocence (Secrets of My Stepdaughter) de Jem Garrard : Greg Kent
- 2017 :  Mon mari, cet inconnu (Washed Away) de Jeff Beesley : Asher
- 2018 :  Morning Show Mystery: Murder on the Menu de Kevin Fair : Victor Anderson
- 2018 :  Une soirée inoubliable pour Noël (A Midnight Kiss) de J.B. Sugar : Gary Pearson
- 2019 :  Hailey Dean Mysteries: A Prescription for Murder d’Allan Harmon : Robert Harms

#### Séries télévisées
- 1987-1990 : The Beachcombers : Graham Blake (63 épisodes)
- 1990 : L'enfer du devoir (Tour of Duty) : Kemper (saison 3, épisode 21 : Payback)
- 1991 : Loin de ce monde (Out of This World) : Malcolm (saison 4, épisode 21 : Evie's Three Promises)
- 1992 : The Round Table (saison 1, épisode 1 : Yesterday We Were Playing Football)
- 1993-1994 : Highlander : Robert / David Keogh (2 épisodes)
- 1995 : Extrême (Extreme) : Kyle Hansen (7 épisodes)
- 1995-1996 : Beverly Hills 90210 : Joe Bradley (17 épisodes)
- 1996-1997 : Les Héros de Cap Canaveral (The Cape) : le capitaine Ezekiel « Zeke » Beaumont (17 épisodes)
- 2000 : Charmed : Crypto (saison 2, épisode 17 : How to Make a Quilt Out of Americans)
- 2000 : Code Eternity (Code Name: Eternity) : Ethaniel (26 épisodes)
- 2001 : Special Unit 2 : Craig Richards (saison 1, épisode 2 : The Pack)
- 2004 : Jake 2.0 : Ben Wilton (saison 1, épisode 15 : Dead Man Walking)
- 2005 : Le Messager des ténèbres (The Collector : Terry Handsworth (saison 2, épisode 7 : The Campaign Manager)
- 2005 : La Petite Maison dans la prairie (Little House on the Prairie) : Charles Ingalls (6 épisodes)
- 2005 : 24 heures chrono (24) : Lee Castle (9 épisodes)
- 2005 : Réunion : Destins brisés (Reunion) : Eric McManus (saison 1, épisode 1 : 1986)
- 2005 : Beautiful People : Joe Sepler (4 épisodes)
- 2005 : Les Experts : Miami (CSI: Miami) : Byron Diller (saison 4, épisode 10 : Shattered)
- 2006 : Hockeyville : Cameron (7 épisodes)
- 2006 : Destination 11 Septembre (The Path to 9/11) : Mike McCormick (2 épisodes)
- 2009 : Smallville : Dr Coats (saison 9, épisode 3 : Rabid)
- 2011 : L'Heure de la peur (R.L. Stine's The Haunting Hour) : Sean (saison 1, épisode 8 : The Walls)
- 2011 : Eureka : le père (saison 4, épisode 12 : Reprise)
- 2011 : Supernatural :  Dr Gaines / Léviathan (3 épisodes)
- 2011 : L'Heure de la peur (R.L. Stine's The Haunting Hour) : Dr Wright (2 épisodes)
- 2012-2013 : Blackstone : Dr Wright (8 épisodes)
- 2013 : Psych : Enquêteur malgré lui (Psych) : Ken Dowling (saison 7, épisode 2 : Juliet Takes a Luvvah)
- 2013 : Motive : Jack Bergin (saison 1, épisode 5 : Public Enemy)
- 2013 : L'Heure de la peur (R.L. Stine's The Haunting Hour) : Scott Hardin (saison 3, épisode 18 : Worry Dolls)
- 2013-2015 : Retour à Cedar Cove (Cedar Cove) : Will Jeffers (16 épisodes)
- 2015 : Girlfriends' Guide to Divorce : Steve, le cascadeur (saison 1, épisode 9 : Rule #32: F-you, Rob Frumpkis!)
- 2015 : Once Upon a Time : Bill (saison 4, épisode 20 : Lily)
- 2016 : Legends of Tomorrow (DC:Legends of Tomorrow) : M. Blake (saison 1, épisode 3 : Blood Ties)
- 2017 : Chesapeake Shores : Carlton Chase (3 épisodes)
- 2018 : Le cœur a ses raisons, When Calls the Heart : M. Weston (saison 5, épisode 2 : Hearts and Minds)
- 2018 : Unreal : Preston Palmer (3 épisodes)
- 2018-2019 : Michelle's : Hank Deveraux (5 épisodes)
- 2019 : Unspeakable : Michael Rodell (saison 1, épisode 3 : Heat-Treatment (1984 - 1985))

## Distinction
Récompense
- Festival du film independent de Californie 2007 : Meilleur acteur dans Docteur au grand cœur (Simple Things)